# Myromexocentrus
Myromexocentrus är ett släkte av skalbaggar. Myromexocentrus ingår i familjen långhorningar.
Kladogram enligt Catalogue of Life:
| Myromexocentrus | \| \| Myromexocentrus quadrimaculatus \| \| \| \| \| \| Myromexocentrus tibialis \| \| \| \| |
|                 | \| \| Myromexocentrus quadrimaculatus \| \| \| \| \| \| Myromexocentrus tibialis \| \| \| \| |
|                 | Myromexocentrus quadrimaculatus                                                              |
|                 |                                                                                              |
|                 | Myromexocentrus tibialis                                                                     |
|                 |                                                                                              |